# Camiguin de Babuyanes
Camiguin de Babuyanes je aktivní sopka, ležící na filipínském ostrově Camiguin v souostroví Babuyan, asi 50 km severně od ostrova Luzonu. V současnosti je nečinná, k poslední erupci došlo asi v roce 1857.

## Popis
Hustě zalesněný andezitový stratovulkán dosahuje nadmořské výšky 712 m a průměr jeho základny činí 3,2 km. Na jihozápadním, západním a východním úbočí se vyskytují fumaroly a termální prameny. 
Ostrov započal své formování v pleistocénu a okolo hlavního kuželu se zároveň vytvořily dva menší: Minabel na severu a Caanoan na východě ostrova. Později se na jihu objevily lávové dómy Malabsing a Pamoctan. 
V zaznamenané historii jsou zprávy pouze o jediné erupci, k níž došlo roku 1857 (nebo o něco dříve). Označena je jako freatická, možná částečně podmořská. V roce 1991 vzniklo podezření na obnovení sopečné činnosti, ale následné výzkumy nic neprokázaly. Podobná situace se opakovala i o dva roky později.